# Angoulême
Angoulême [ɑ̃ɡulɛm] (okzitanisch Engoleime oder Engoulaeme, in Saintongeais Engoulæme) ist die Hauptstadt des westfranzösischen Départements Charente in der Region Nouvelle-Aquitaine und zählt 41.423 Einwohner (Stand 1. Januar 2022). Die durchschnittliche Höhenlage beträgt 100 Meter über dem Meeresspiegel.
Angoulême ist durch die Cité internationale de la bande dessinée et de l’image und das Festival international de la bande dessinée als Stadt des Comics bekannt. Die Stadt wurde mit dem staatlichen Prädikat Ville d’art et d’histoire („Stadt der Kunst und der Geschichte“) ausgezeichnet und zieht zahlreiche Touristen an.

## Lage
Angoulême liegt auf einem ca. 100 m hohen Hügel oberhalb der Charente auf einer Höhe zwischen 50 und 130 m; die nächste größere Stadt ist das etwa 45 km (Fahrtstrecke) westlich gelegene Cognac.

## Bevölkerungsentwicklung
| Jahr      | 1800   | 1851   | 1901   | 1954   | 1999   | 2018   |
| Einwohner | 13.000 | 21.155 | 37.650 | 43.170 | 43.171 | 41.711 |

Der Bevölkerungszuwachs im 19. und 20. Jahrhundert beruht im Wesentlichen auf der Zuwanderung aus den ländlichen Regionen der Umgebung. Nach dem Höchststand in den 1960er Jahren wanderten viele Einwohner wegen der auf dem Lande deutlich niedrigeren Immobilienpreise in die umliegenden Gemeinden ab.

## Wirtschaft
Die Stadt war schon immer ein Platz für Handel, Handwerk und Dienstleistungen aller Art. Im 15. und 16. Jahrhundert spielte die Stadt eine wichtige Rolle für den Weinexport nach England sowie nach Holland und in die Städte des Nordens. Gleichzeitig entstanden – bedingt durch den Holz- und Wasserreichtum an der Charente und ihren Nebenflüssen – mehrere Papiermühlen und -manufakturen. Auch die vom 17. bis in die erste Hälfte des 20. Jahrhunderts betriebenen Eisengießereien im Vorort Ruelle-sur-Touvre sind zu nennen. Im 20. Jahrhundert entwickelte sich die Stadt zu einem Zentrum der französischen Comic- und Trickfilmproduktion.

## Geschichte

### Von den Anfängen bis zum 18. Jahrhundert
Bereits in vorrömischer Zeit existierte an der Stelle des heutigen Angoulême ein kleines Oppidum der Gallier auf einem die Charente beherrschenden Bergsporn. Die spätere gallo-römische Siedlung wurde Iculisma (oder Ecolisma) genannt, im 4. Jahrhundert n. Chr. auf Kosten der Santonen zum Hauptort einer eigenen civitas erhoben und der Provinz Aquitania secunda eingegliedert. Eher im 4. als im 3. Jahrhundert wurde sie Sitz eines vom heiligen Ausonius gegründeten Bistums. 419 eroberten die Westgoten die Stadt, denen sie 507 der fränkische König Chlodwig I. entriss und dort eine Kathedrale gründete.
Im 9. Jahrhundert plünderten die Normannen Angoulême. In der ersten Hälfte des 9. Jahrhunderts wurde die Stadt der Hauptort des zur Grafschaft erhobenen Angoumois. Die ersten beiden bezeugten Grafen waren Turpion († 863) und dessen Bruder Emenon († 866). Karl der Kahle setzte dann Vulgrin I. († 886) als Grafen von Angoulême ein, der außerdem das Périgord sowie möglicherweise auch die Saintonge und das Agenais besaß. Vulgrin I. konnte die Grafenwürde innerhalb seiner Familie erblich machen. Sein Enkel Guillaume II. († um 945) soll einer Legende zufolge beim Kampf gegen die Wikinger deren Anführer trotz dessen Eisenrüstung mit einem Schwerthieb in zwei Hälften gespalten und deshalb den Beinamen Taillefer (d. h. „Eisenschneider“) erhalten haben. Dieser Beiname wurde dann zum Familiennamen seiner Nachkommen, dem Haus Taillefer, dessen Mitglieder Angoulême bis zum 13. Jahrhundert regierten.
In der ausgehenden römischen Kaiserzeit hatte die Umfassungsmauer von Angoulême bloß den zentralen Teil des Plateaus des sich über die Charente erhebenden Hügels eingeschlossen. Die befestigte gräfliche Burg des 11. bis 14. Jahrhunderts befand sich östlich des castrum. Ende des 13. Jahrhunderts fand eine Erweiterung der Stadtmauer nach Südosten statt.
Die ökonomischen Aktivitäten in Angoulême entwickelten sich bis zum 12. Jahrhundert nur wenig weiter. Immerhin lassen sich im 11. Jahrhundert mehrere Münzhandwerker nachweisen. Ein Vorort entstand am Flussufer unweit der Abtei Saint-Cybard, ein weiterer bei L’Houmeau im Zusammenhang mit einem 1280 insbesondere für den Salzhandel errichteten Flusshafen.
Ende des 12. Jahrhunderts eroberte Richard Löwenherz Angoulême dreimal. Die Stadt erhielt 1203 erste Privilegien durch den englischen König Johann Ohneland, der sie im folgenden Jahr nach dem Vorbild von Rouen als Kommune organisierte. Allerdings währte diese Organisationsform nicht lange. 1220 kam die Grafschaft Angoulême durch die Heirat von Isabella mit Hugo X. an das Haus Lusignan. Mit Gui I. († 1308) erlosch die männliche Linie der Taillefer-Lusignan, und der französische König Philipp IV. vereinigte die Grafschaft Angoulême mit der Domaine royal. Sie diente seitdem als Apanage für Angehörige des Königshauses.
Im Vertrag von Brétigny (1360) wurden Stadt und Grafschaft an England abgetreten, doch schon 1373 vertrieben die Einwohner selbst die englische Garnison und übergaben ihre Stadt an den Herzog von Berry. Der französische König Karl V. setzte nun die kommunale Selbstverwaltung mit einem Gremium von 100 pairs wieder in Kraft. Diese wählten jährlich zwölf Schöffen sowie einen Zwölferrat und schlugen dem König einen Bewerber für die Funktion des Maire vor. Diese Stadtrechte wurden von den nachfolgenden Königen bestätigt. François de Valois, der zuerst Graf von Angoulême war, bestieg 1515 als Franz I. den französischen Thron und erhob nun die Grafschaft Angoulême zum Herzogtum. Auch ließ er der Stadt Angoulême zahlreiche Gunstbeweise zuteilwerden; so gewährte er u. a. dem Hafen an der Charente Abgabenfreiheit, was den Salzhandel mit der Saintogne förderte.
Von 1527 bis 1530 hielt sich Calvin in Angoulême auf. Die Stadt erlitt während der französischen Religionskriege schwere Zerstörungen, besonders 1568 nach ihrer Eroberung durch protestantische Truppen unter Coligny. 1636 war Angoulême und dessen Umland das Zentrum eines Aufstands der Croquants. Während der sich in der Mitte des 17. Jahrhunderts abspielenden Kriege der Fronde hielt die Stadt dem König die Treue und blieb dafür im Besitz ihre Privilegien, die sie ebenso wie ihre alte städtische Organisation bis 1765 behielt. Im 18. Jahrhundert war Angoulême Hauptstadt der Provinz Angoumois und Sitz eines königlichen Prévôt sowie einer Sénéchaussée.

### Internierungslager Les Alliers
Bereits im Juli 1938 hatte der Präfekt des Département Charente den Bau eines Lagers angeordnet, das dann am südlichen Rand von Angoulême errichtet wurde. Bekannt wurde es unter dem Namen Camp Les Alliers. (Lage) Das Lager umfasste eine Fläche von 1,65 ha und war von mehreren Reihen Stacheldraht umgeben. Es umfasste ein Dutzend baufälliger Hütten sowie Gebäude für Verwaltung, Küche, Ambulanz und Haftanstalt. In unmittelbarer Nähe befindet sich hier heute ein Industriegebiet und ein Golfplatz.

#### Internierung und Deportation spanischer Bürgerkriegsflüchtlinge
Ab Juli 1939 wurden im Camp Les Alliers republikanische Spanier interniert, die nach dem Sieg Francos im Spanischen Bürgerkrieg nach Frankreich geflohen waren. Vermutlich zeitgleich wurde auch das Camp La Combe aux Loups im benachbarten Ruelle-sur-Touvre mit spanischen Bürgerkriegsflüchtlingen belegt. Nach dem deutschen Sieg im Westfeldzug wurden aus diesen beiden Lagern am 20. August 1940 927 sogenannte Rotspanier (spanische Republikaner), darunter 490 Männer und 437 Frauen und Kinder, in Angoulême in einen Zug in Richtung Osten getrieben.

„In Linz mussten 430 Männer aussteigen und wurden in das KZ Mauthausen gebracht. Frauen, Kinder und alte Männer wurden in einen anderen Zug gesetzt, der nach einer tagelangen Irrfahrt in Irún die frz.-spanische Grenze erreichte; dort wurden sie den Franco-spanischen Behörden übergeben.
Von den 430 Männern gingen 354 im KZ Mauthausen zugrunde, meist als Folge der mörderischen Arbeit im Steinbruch. Dort mussten sie u. a. schwere Granitblöcke über die 186 Stufen der „Todesstiege“ schleppen.“

Der Transport nach Mauthausen war der erste, der von französischem Boden ausging. An ihn erinnert vor dem Bahnhof von Angoulême ein im Januar 2008 eingeweihtes Mahnmal. Es ist dem im November 1966 eingeweihten Denkmal für die Deportierten benachbart und trägt eine spanische und französische Inschrift: „Am 20. August 1940 / fuhr der erste Deportationszug / des Zweiten Weltkriegs / von diesem Bahnhof in Angoulême / in das Vernichtungslager / Mauthausen / mit 927 spanischen Republikanern ab. / Die meisten werden vernichtet, / ein wahres Verbrechen gegen die Menschlichkeit / Wir dürfen nicht vergessen“.

#### Internierungslager für Sinti und Roma
Am 6. April 1940 hob die Regierung der Dritten Französischen Republik das Recht auf Freizügigkeit von Nomaden im gesamten Staatsgebiet auf. Begründet wurde das damit, dass in Kriegszeiten die Bewegungen von Menschen, die ohne festen Wohnsitz und Beruf im Land umherzögen, eine Gefahr für die Landesverteidigung darstellen würden, die abgewendet werden müsse. Als Folge dieser Verfügung mussten sich innerhalb von fünfzehn Tagen nach deren Veröffentlichung alle Sinti und Roma bei der Polizeistelle melden, die ihrem Aufenthaltsort am nächsten lag. Sie bekamen einen Wohnort zugewiesen, den sie nicht verlassen durften.
Im September 1940 mussten etwa 60 aus Lothringen ausgewiesene Sinti und Roma in das Camp Les Alliers einziehen. Im Oktober 1940 forderte dann die deutsche Kommandantur in Angoulême den Präfekten auf, alle Sinti und Roma der Charente sowie des Départements Charente-Maritime unter der Aufsicht der französischen Polizei an einem Ort zu internieren. Das führte dazu, dass nach und nach etwa 450 weitere Sinti und Roma im Camp Les Alliers interniert wurden, über die Hälfte davon waren Kinder.

„Es gab unzureichende und einseitige Ernährung, die hygienischen Verhältnisse waren schlimm, die französischen Behörden waren überfordert. Viele litten unter Hunger und Krankheiten und an der zwangsweisen Sesshaft-Machung, ihre Pferde und Planwagen (‚roulottes‘) hatten sie abgeben müssen. Ein Arzt der deutschen Feldkommandantur, der das ‚Konzentrationslager für Nomaden‘ im Dezember 1940 besuchte, fand die ,Lage skandalös, … und im Widerspruch zur Menschenwürde‘, er forderte ein sofortiges Eingreifen des Präfekten und warnte vor dem Ausbruch von Infektionskrankheiten.“

Das Camp Les Alliers überlebte die Befreiung Angoulêmes Anfang September 1944 und das Kriegsende am 8. Mai 1945. Die dort lebenden Sinti und Roma blieben weiter interniert und erhielten im Januar 1945 noch Zuwachs durch Gefangene aus dem Internierungslager für Nichtsesshafte in Montreuil-Bellay. „Erst im Mai 1946 wurden die letzten Internierten entlassen und das Lager Alliers geschlossen […]. Alle ihre Habe – u. a. Planwagen und Pferde – war weg. Sie bekamen keinerlei Hilfe, keine Entschädigung, sie mussten ihr Leben wieder bei Null anfangen.“

#### Gedenken, Ehrungen, Erinnerungen
Vom ehemaligen Camp Les Alliers gibt es heute mit Ausnahme eines 2016 errichteten Gedenksteins keine Spuren mehr. Die Unwirtlichkeit dieses Ortes wurde 2020 auf der Website des Muzeum Okręgowe w Tarnowie so beschrieben:

„Im Industriegebiet, in den Vororten des heutigen Angoulême, suchten wir nach Spuren des ehemaligen Internierungslagers namens Alliers. Schließlich fanden wir an einem ziemlich verlassenen Ort am Rande der Stadt einige Einheimische, die uns auf die Frage, wo wir Les Alliers, ein Lager für Zigeuner, finden könnten, ,diesen Ort’ zeigten. Hinter einer hohen Mauer befindet sich ein Platz, der aus der Ferne wie eine Mülldeponie oder ein Parkplatz aussieht. Wir konnten kaum glauben, dass die Einheimischen uns diesen Platz gezeigt haben. Er beherbergt jetzt eine Nomadensiedlung der Manouche. Drinnen fragten wir die Zigeuner selbst immer wieder nach Les Alliers. Sie sagten immer wieder – das ist Les Alliers!
Die heutige Zigeunersiedlung befindet sich an einem anderen Ort als das Internierungslager während des Zweiten Weltkriegs. Und doch hat sich der Name mehrere hundert Meter und über Dutzende von Jahren hinweg bewegt – zusammen mit den Zigeunern. Manouche führte uns zum eigentlichen Standort des Internierungslagers – denn sie wussten, dass wir dort ein Denkmal zum Gedenken an die Zigeuner finden würden.“

Das erwähnte Denkmal trägt die Inschrift: „An diesem Ort, der ‚CAMP DES ALLIERS‘ genannt wird, wurden / zwischen November 1940 und Mai 1946 / etwa 450 Zigeuner aus Lothringen / Charente und Charente Maritime / von / der französischen Regierung unter / menschlich / inakzeptablen Bedingungen / zusammengefasst und festgehalten. / Zuvor war dieses Lager / von spanischen Flüchtlingen besetzt, / von denen einige im / August 1940 nach Mauthausen deportiert wurden.“
Paola Pigani hat mit ihrem Buch Tritt nicht mit deinen Schuhen in meine Seele ein dem Camp Alliers ein literarisches Denkmal gewidmet. Sie beschrieb darin das Schicksal einer Manouche-Familie, die 1940 zunächst unter Hausarrest gestellt wurde und dann zusammen mit anderen Familien „zu Fuß, mit Wohnwagen und Pferden in Internierungslager geschickt […] wird. Für sie wird es das Lager Les Alliers in Sillac sein, einem Stadtteil von Angoulême, der in der Nähe der Eisenbahnlinie liegt. Alba, ein junger Teenager, wird mit ihrer blinden und schwangeren Mutter und dem Rest ihrer Familie dorthin gebracht. Die Männer dürfen manchmal zum Arbeiten raus, aber die Wohnwagen und Pferde werden konfisziert, sie werden gezwungen, ,sesshaft‘ zu werden und in Baracken mit undichten Dächern und ohne Hygiene und Sauberkeit zu leben. Einer Besucherin, der Medizinstudentin Mine (die im Übrigen Widerstandskämpferin ist), gelingt es, die Kinder bei einem Spaziergang mit dem Pfarrer herauszulocken, und auch ein Wachmann spielt eine Rolle …“
Piganis Buch beruht auf der Geschichte von Alexienne Winterstein, die von 1940 bis 1946 im Camp Alliers leben musste. Im September 2013 wurde die damals 88-Jährige vom Bürgermeister von Angoulême zur Ehrenbürgerin der Stadt ernannt.
Im Jahr 2016 erschien von einer Gruppe von sechs Illustratoren um den Drehbuchautor Eric Wantiez der Comic Les Années Noires: Angoulême 1940-1944 (Die dunklen Jahre: Angoulême 1940–1944), der – inspiriert von dem Buch der Historiker Jacques Baudet und Hugues Marquis (La Charente dans la guerre) – in fünf Kapiteln Geschichten über die Internierungen in Angoulême sowie über Verfolgungen und Widerstand in der Region erzählt:
- Die Geschichte der Sinti und Roma, die von 1940 bis 1946 im Camp Les Alliers eingesperrt waren.
- Die Geschichte von Gontran Labregère, dem ersten Widerstandskämpfer, der 1941 in der Charente erschossen wurde.
- Die Geschichte des ersten Deportationszugs vom 20. August 1940 mit den 927 spanischen Republikanern.
- Die Geschichte von René Chabasse – einem jungen Helden der Résistance, der am 21. Februar 1944 in der Nähe des Place Victor-Hugo von den Deutschen erschossen wurde.
- Die Geschichte der Razzia, in deren Folge 387 Juden aus der Region Angoulême am 8. Oktober 1942 nach Auschwitz deportiert wurden.

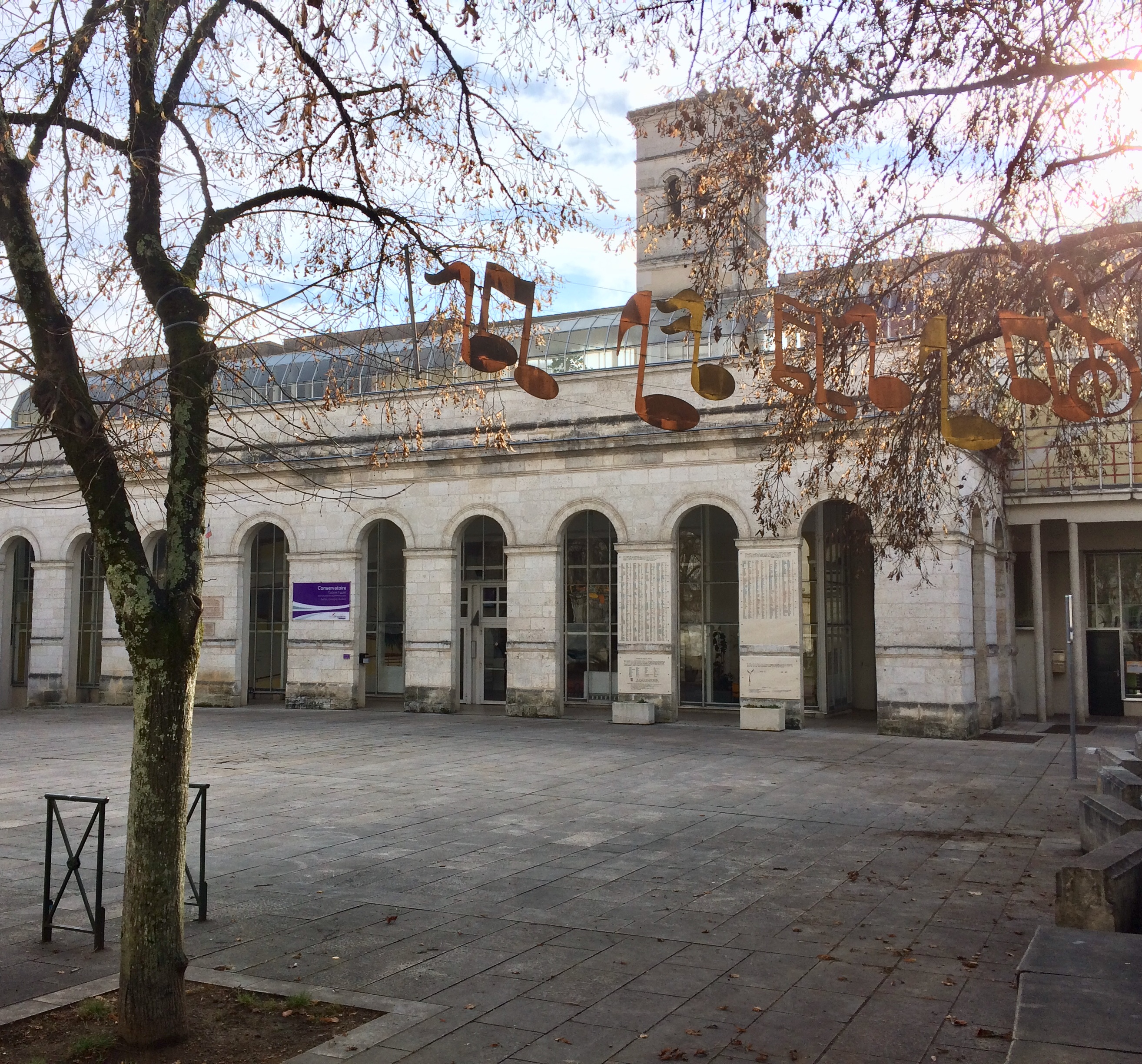
Conservatoire Gabriel Fauré d’Angoulême
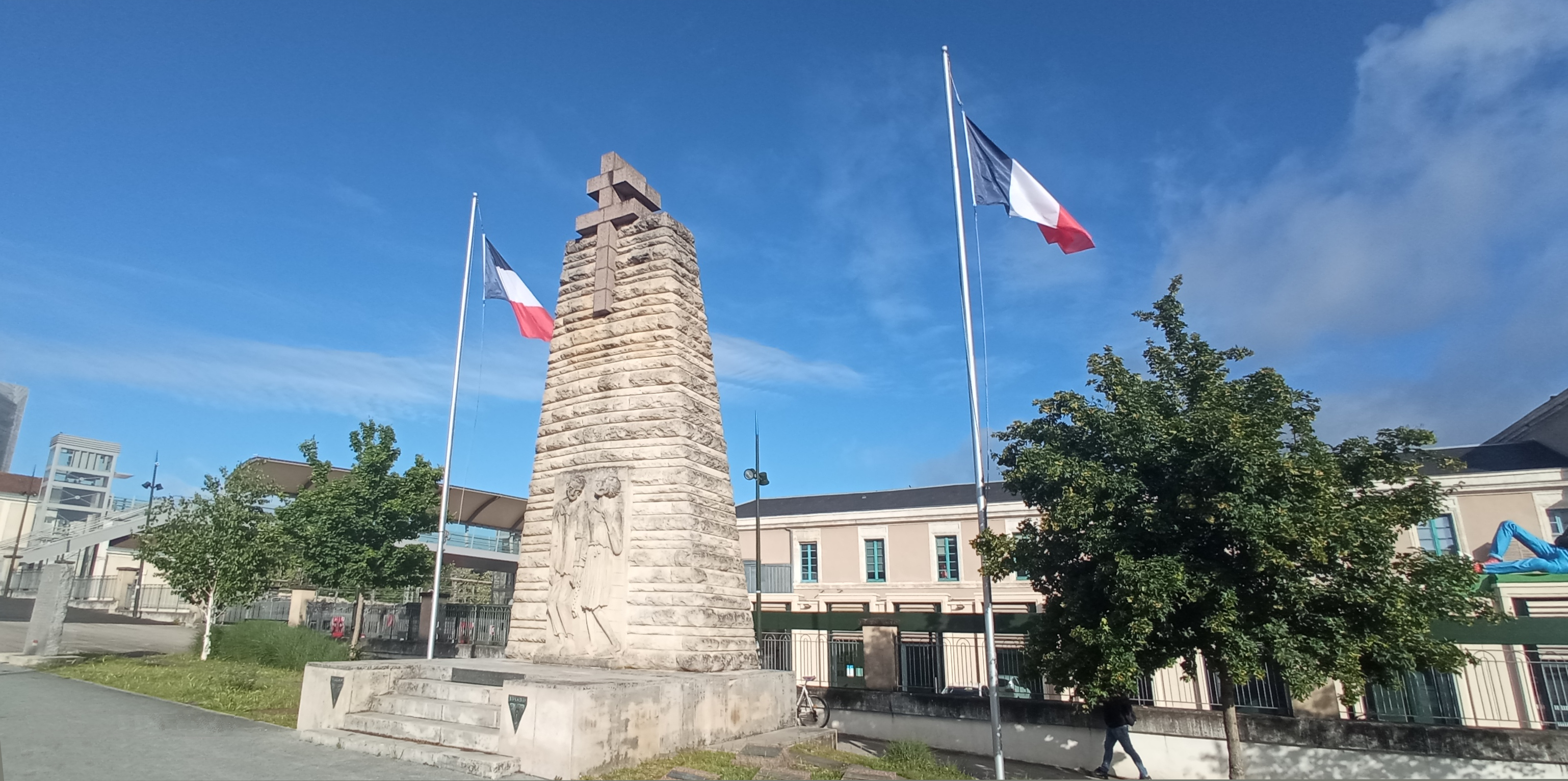
Denkmal für die Deportierten auf dem Bahnhofsplatz von Angoulême, eingeweiht im November 1966
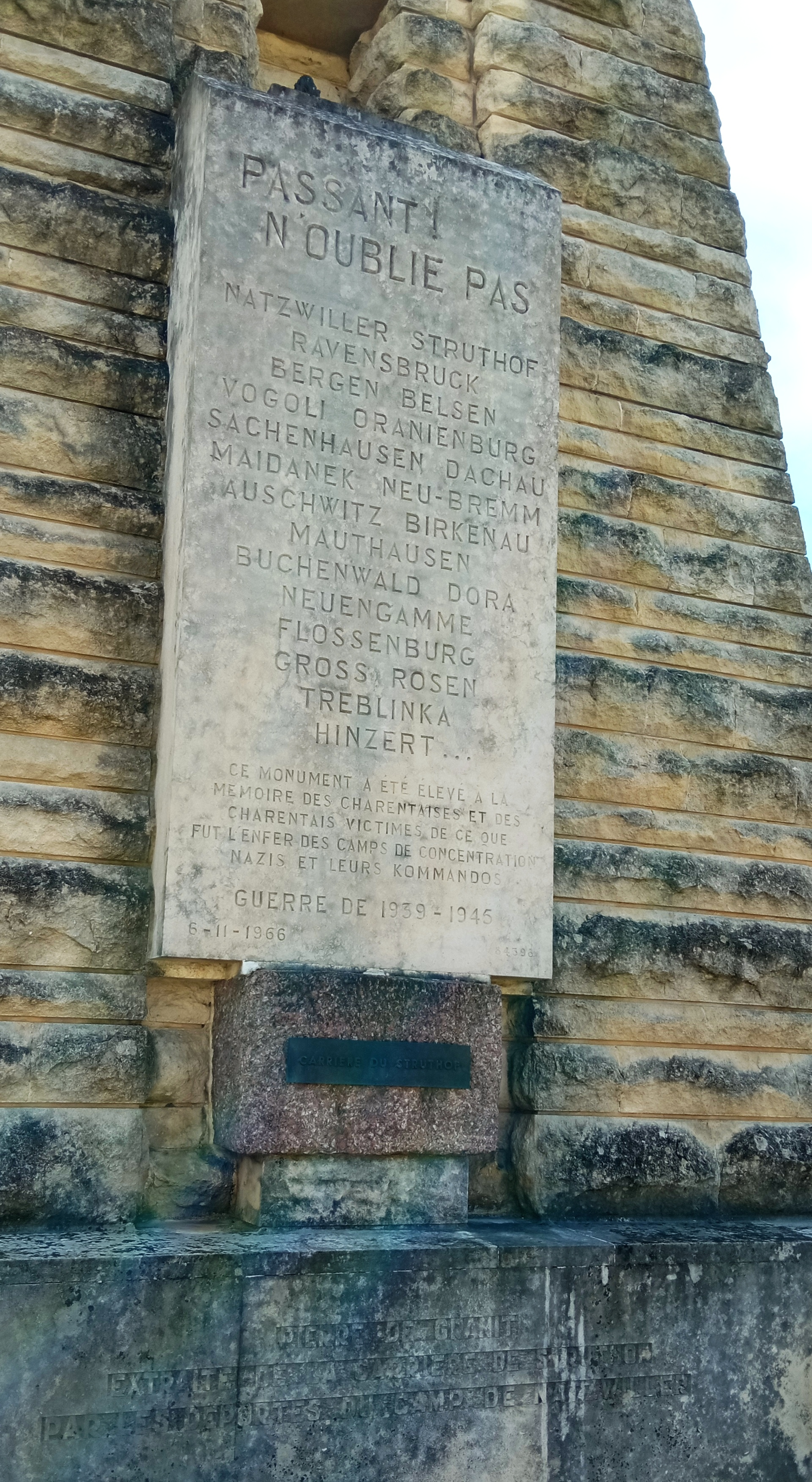
Gedenktafel am Denkmal für die Deportierten.

## Sehenswürdigkeiten
Prähistorische Funde zeigt das Musée archéologique. Zu den mittelalterlichen Überresten zählen die denkmalgeschützten Befestigungsanlagen aus dem 12. und 13. Jahrhundert (im 16. und 17. Jahrhundert verändert); von dem früheren Schloss sind am heutigen Rathaus zwei Türme erhalten, der Tour Lusignan (13. Jahrhundert) und der Tour de Valois (15. Jahrhundert). Der ehemalige Bischofspalast (12., 15. und 18. Jahrhundert) beherbergt heute das städtische Museum.
Unter den Sakralbauten sind die Kathedrale St-Pierre hervorzuheben sowie die Kirche St-André (12. und 16. Jahrhundert) und die ehemalige Kapelle der Cordeliers (13. bis 15. Jahrhundert) sowie der Schlafsaal der Mönche (16. Jahrhundert). Im 19. Jahrhundert errichtete Paul Abadie der Ältere die Kirche St-Jacques, sein gleichnamiger Sohn, Restaurator der Kathedrale, die neoromanische Kirche St-Martial und die neogotische Kirche St-Ausone.

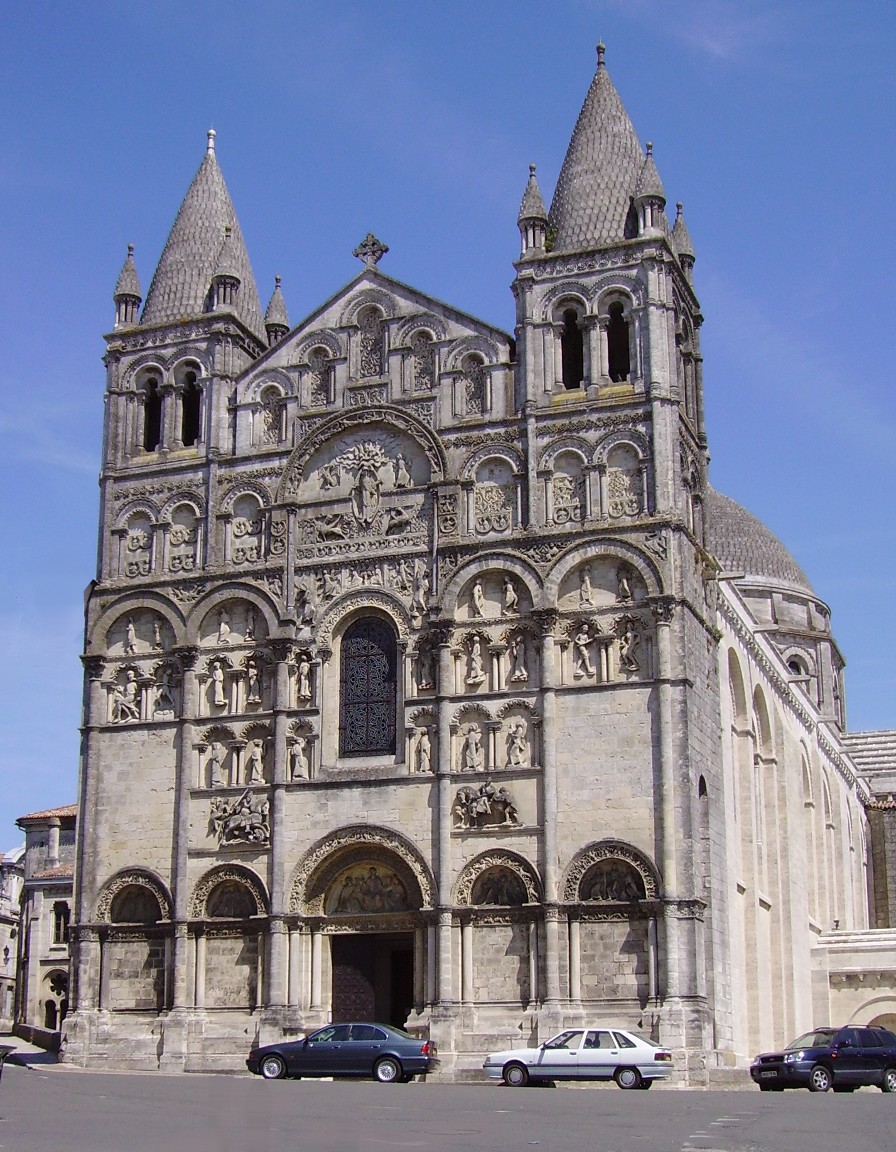
Kathedrale Saint-Pierre
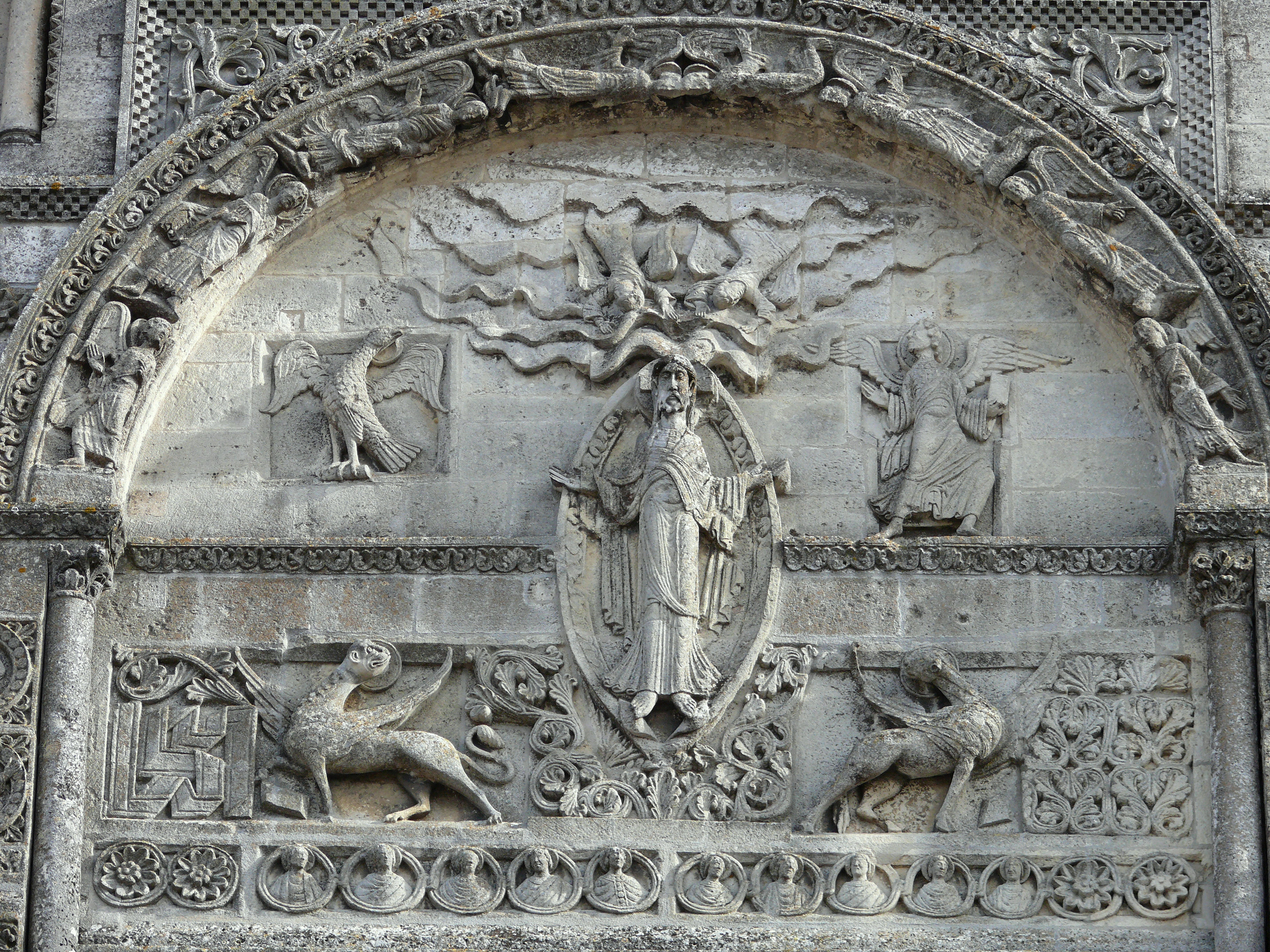
Tympanon
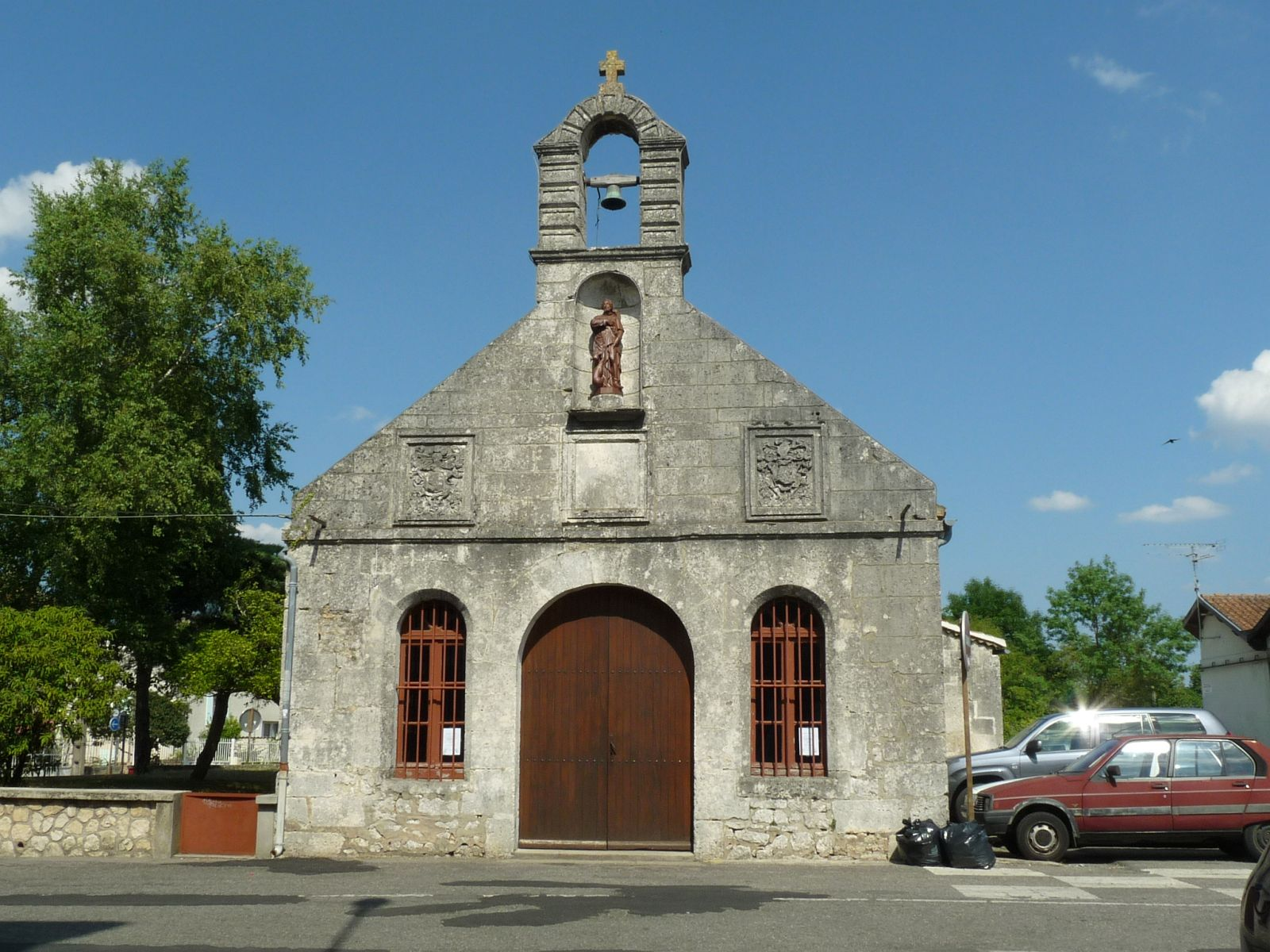
Kapelle Saint-Roch
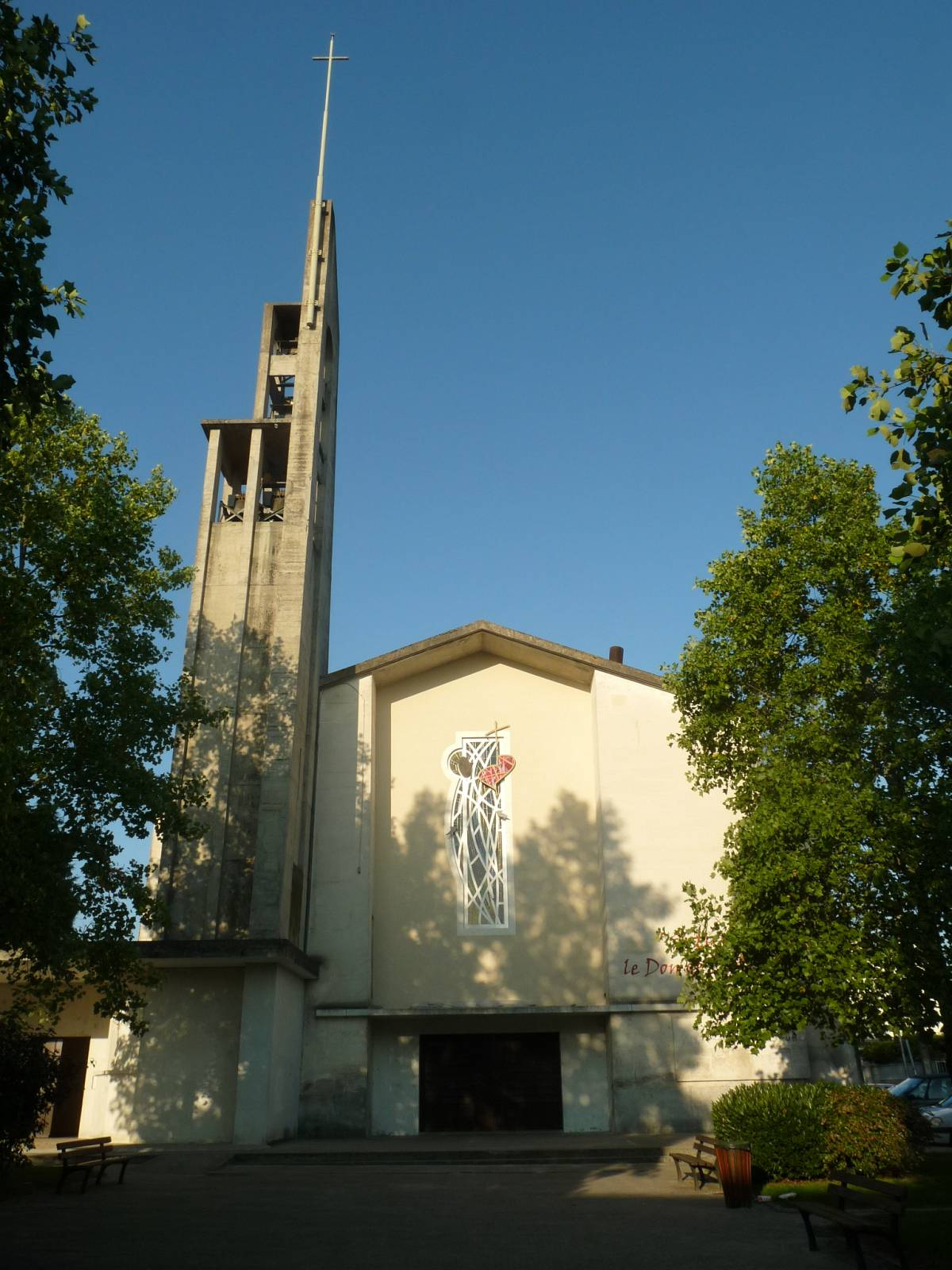
Kirche Sacré-Cœur
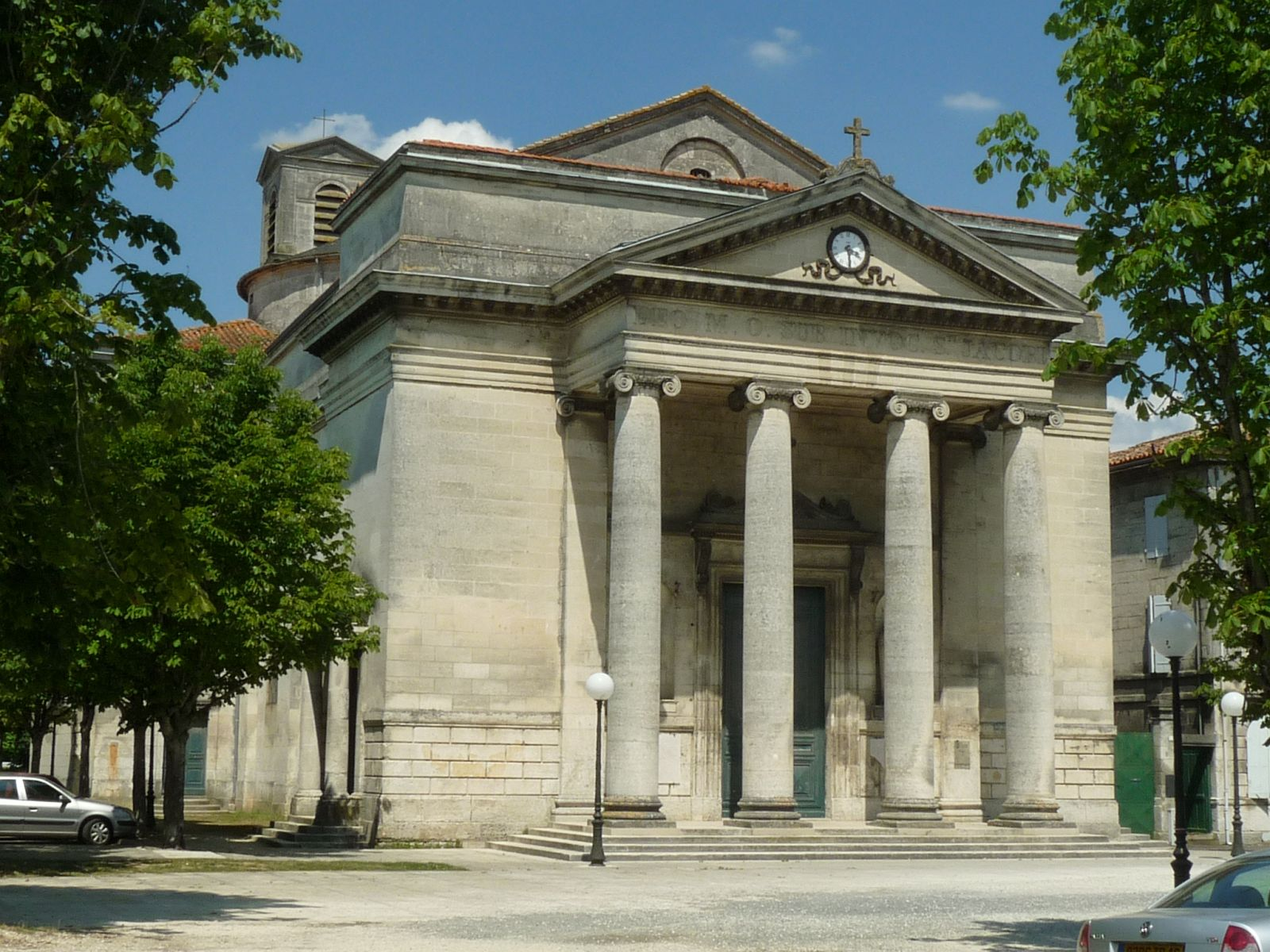
Kirche Saint-Jacques de l'Houmeau
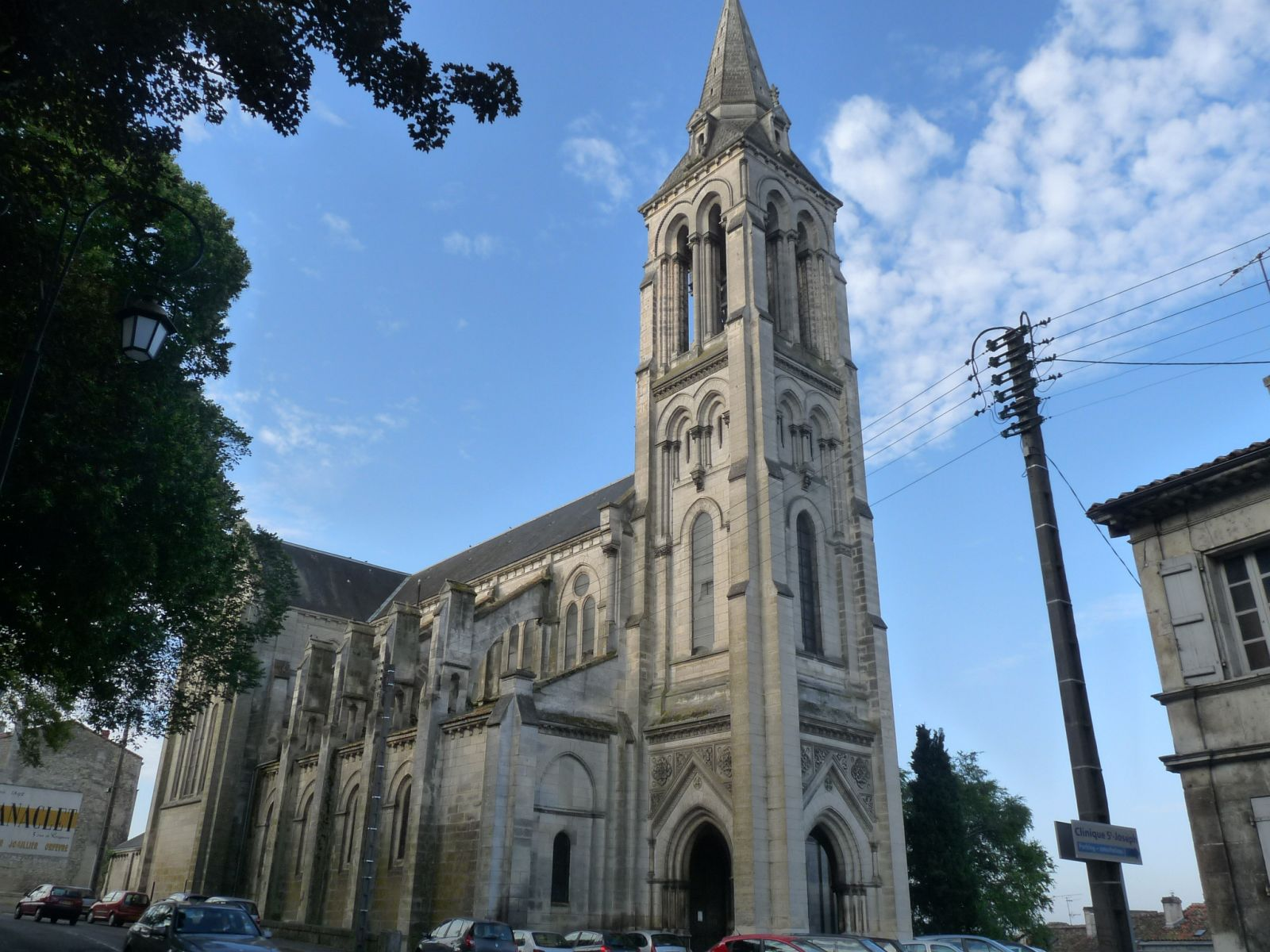
Kirche Saint-Ausone
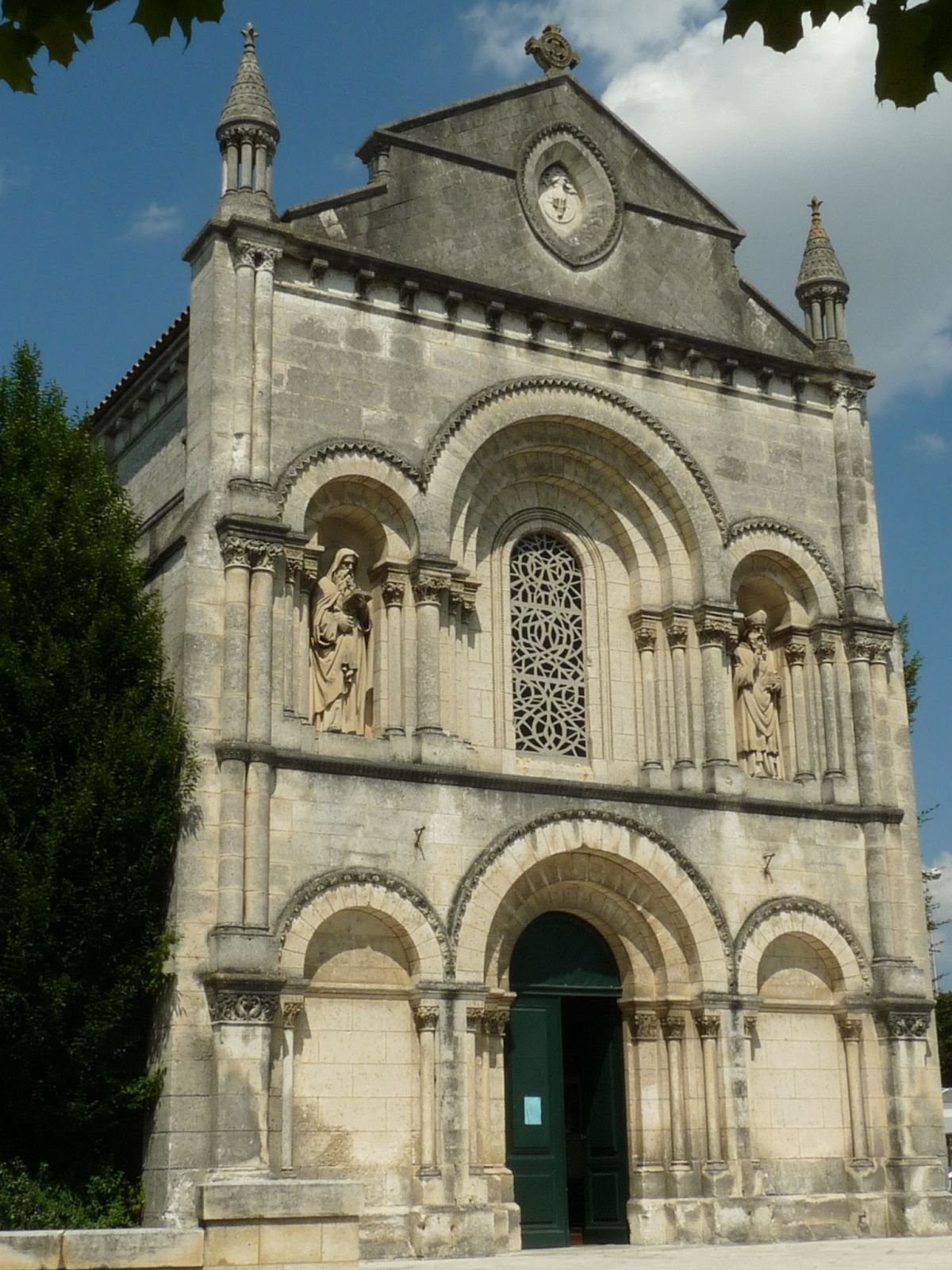
Kirche Saint-Cybard
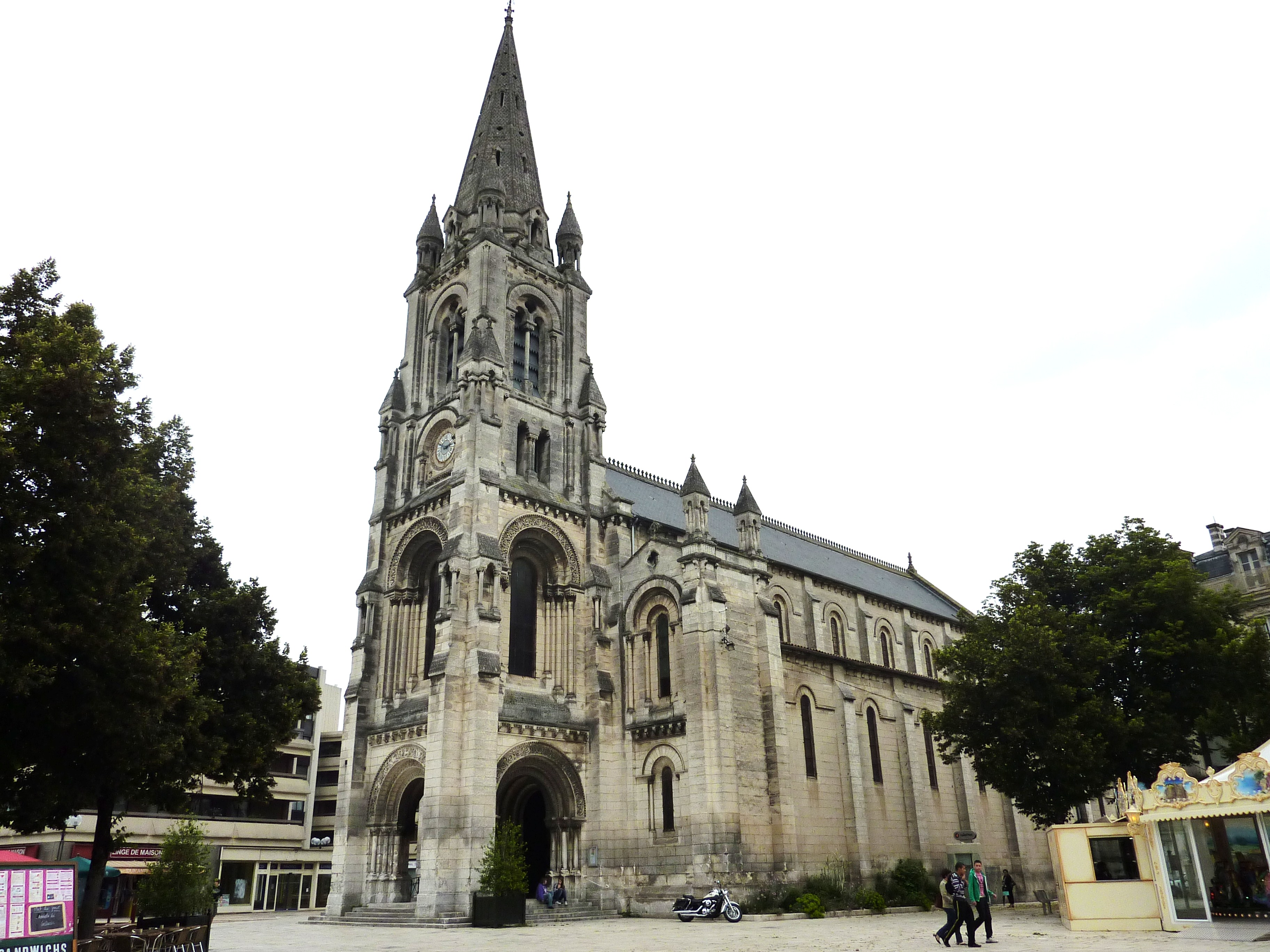
Kirche Saint-Martial
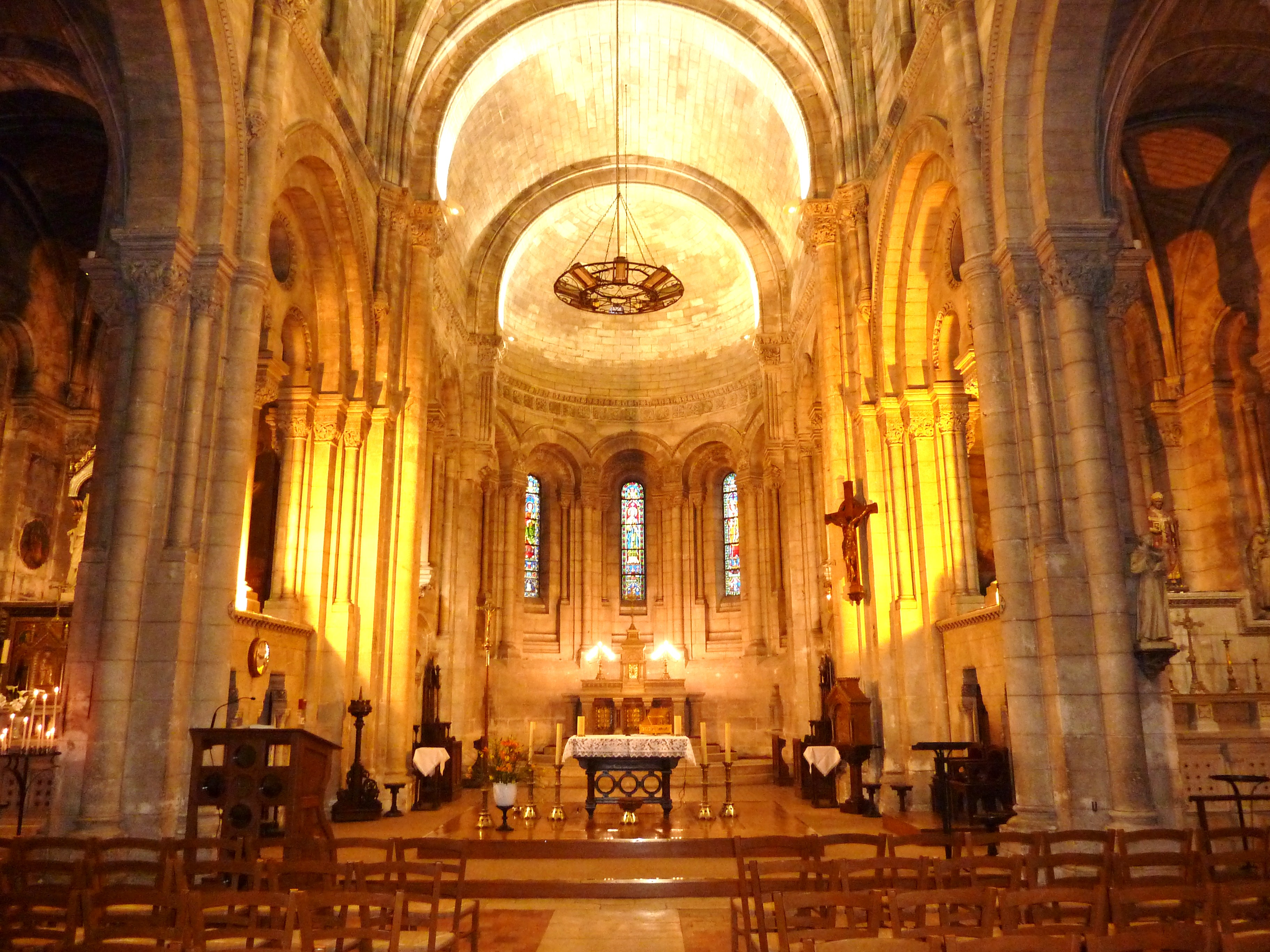
Interieur der Kirche Saint-Martial
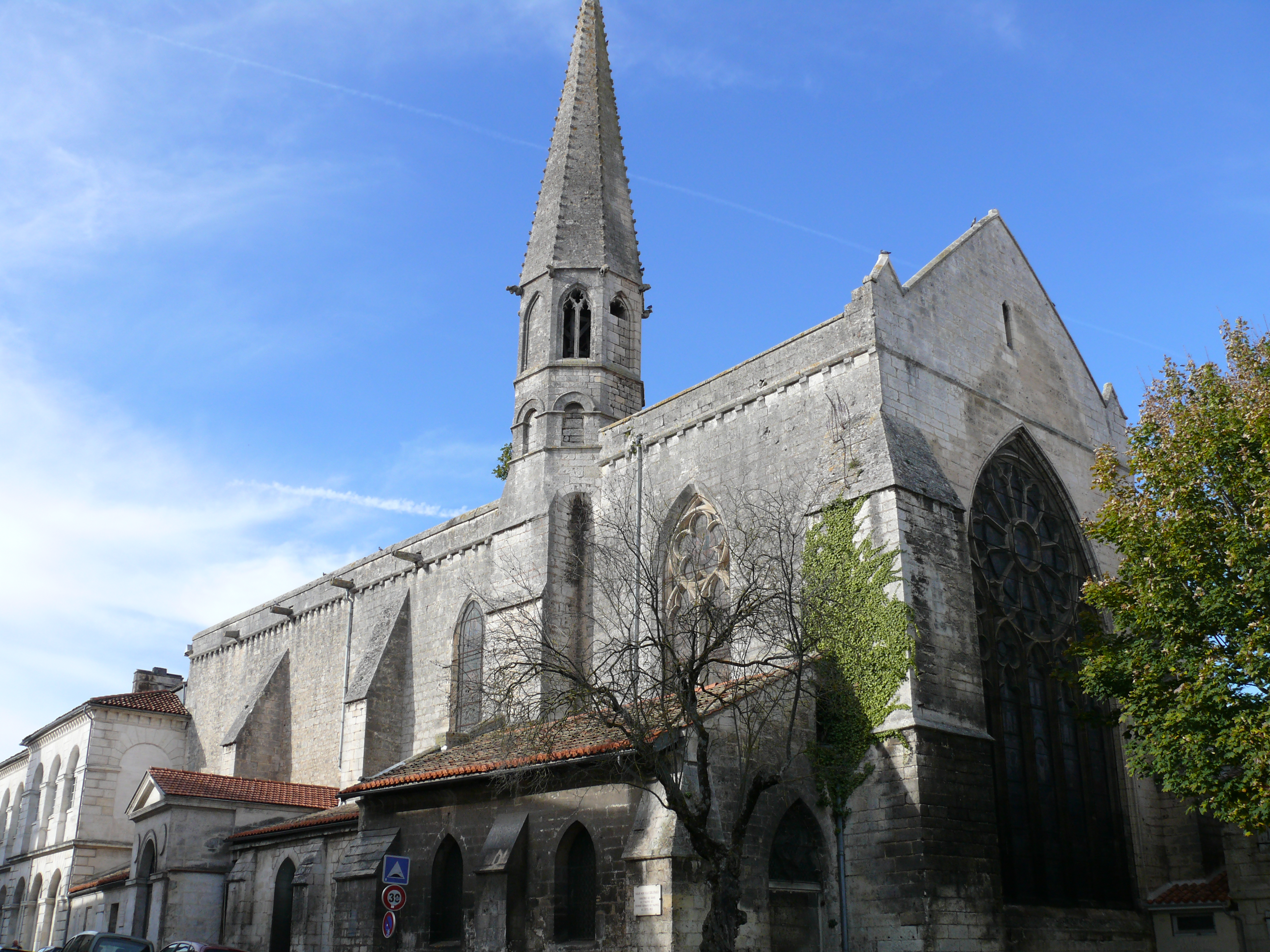
Chapelle des Cordeliers
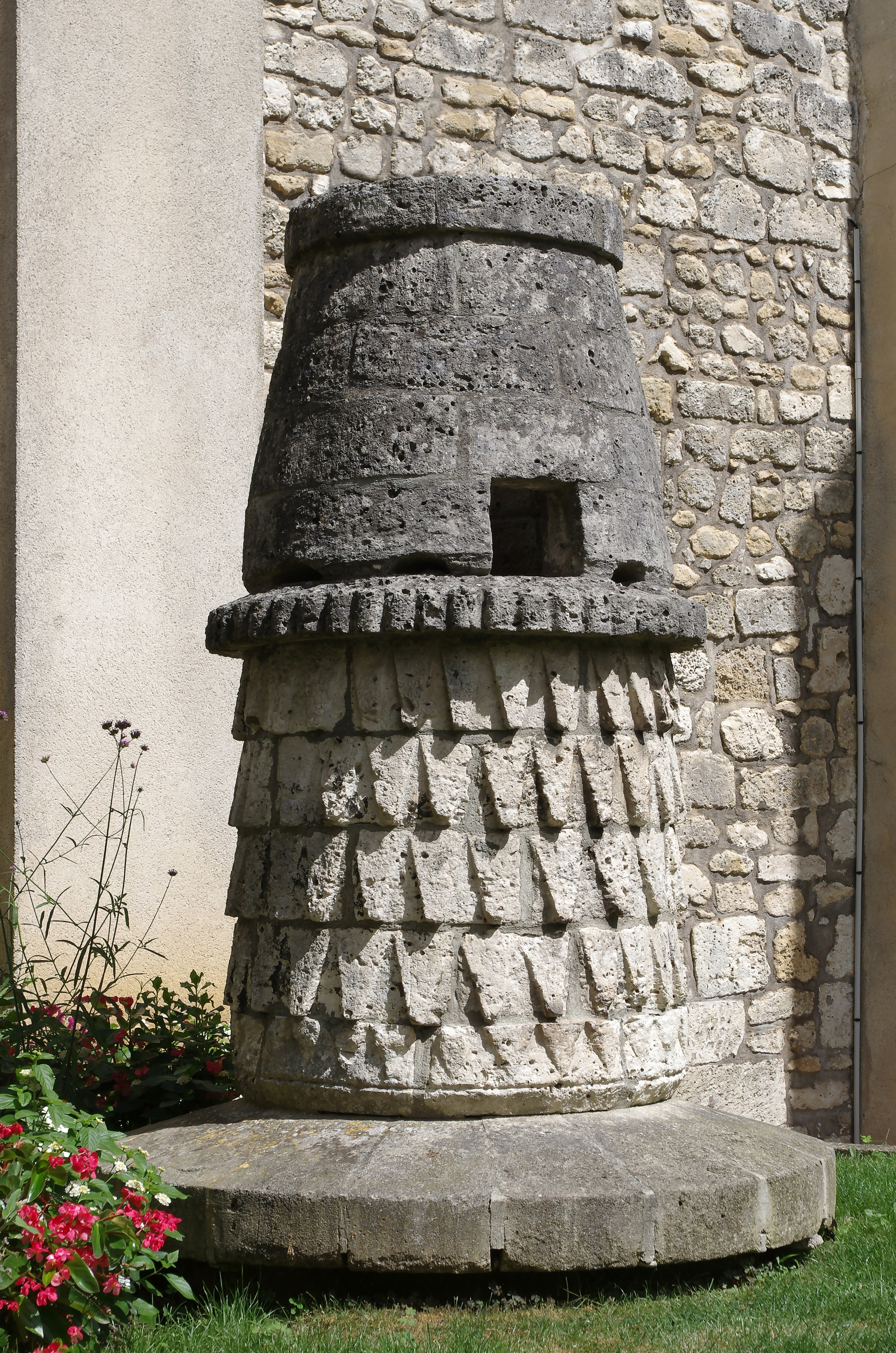
Lanterne des morts Totenleuchte an der Kirche Saint-André

Sehenswerte Museen sind:
- Musée d’Angoulême
- Musée de la Société archéologique et historique de Charente
- Fonds régional d’Art contemporain (FRAC)
- Musée de la Résistance et de la Déportation (seit 2009 den Archives départementales de la Charente angegliedert)
- Musée du papier
- Centre national de la Bande dessinée et de l’Image

### Kathedrale St-Pierre

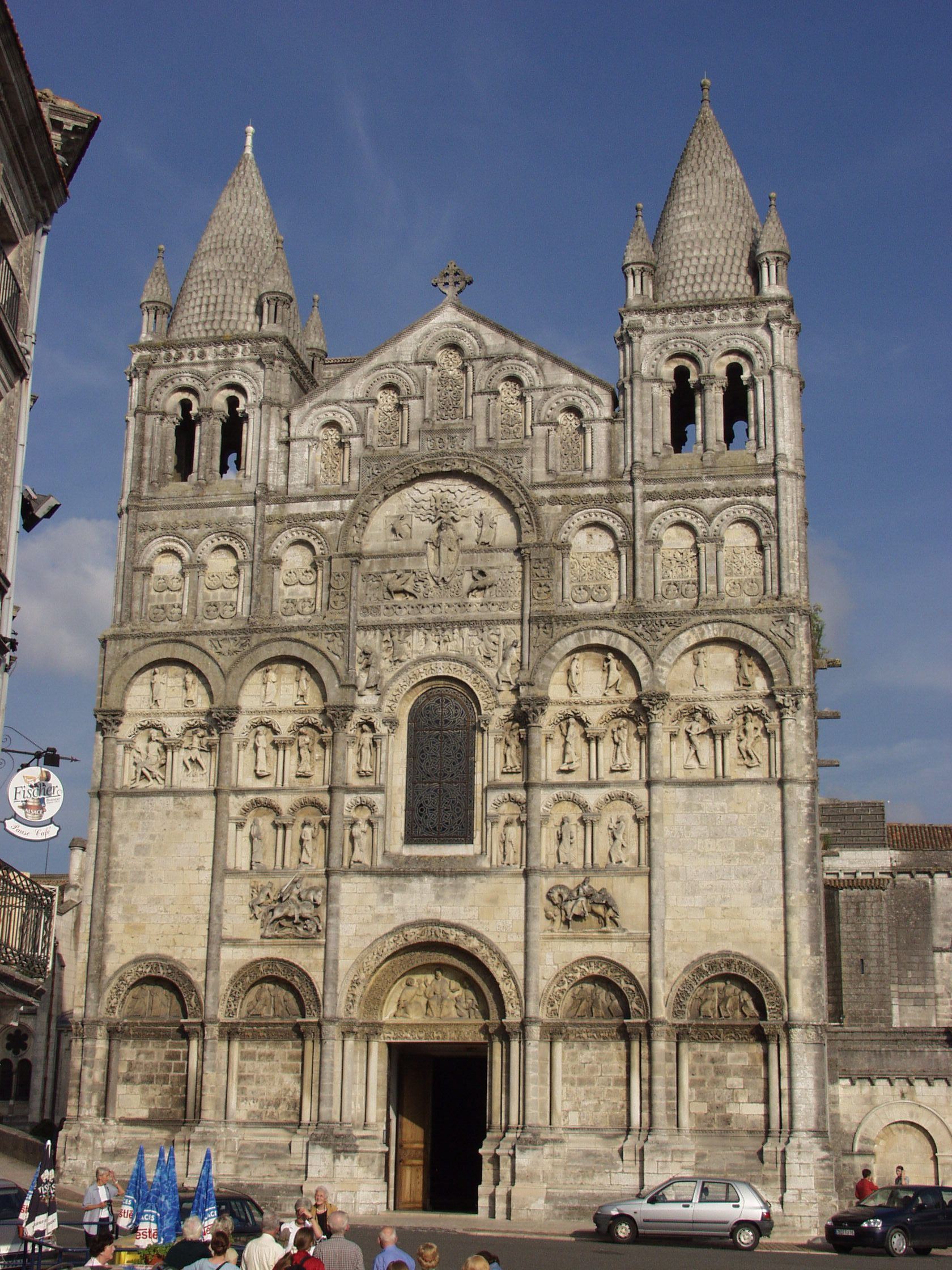
Saint Pierre – Westfassade

Die spätromanische Kathedrale St-Pierre (1105–1128), Sitz des römisch-katholischen Bistums Angoulême, wurde in sehr kurzer Zeit errichtet. Sie ist ein Beispiel für die in dieser Region verbreiteten aquitanischen Kuppelkirchen. Diese werden nach dem bedeutendsten, in Périgueux entstandenen Bau dieser Gruppe von Sakralbauten der sogenannten „Périgord-Schule“ zugeordnet. Merkmal dieser typischen Bauform ist die Überwölbung des Langhauses mit aufeinanderfolgenden Kuppeln.
Die mehrgeschossige, durch fünffache Bogenstellung aufgeteilte Fassade der Kathedrale ist mit reichem Skulpturenschmuck besetzt und für die Geschichte der romanischen Bauplastik in Südwestfrankreich von Bedeutung; allerdings hat sie durch eine im 19. Jahrhundert von Paul Abadie durchgeführte Restaurierung gelitten.

## Kultur
In Angoulême findet jährlich das Festival International de la Bande Dessinée d’Angoulême statt, eines der bekanntesten Comicfestivals Europas. Seit 2006 findet hier jährlich das Festival du film francophone d’Angoulême statt.
In Angoulême spielt Balzacs Roman Verlorene Illusionen.

## Wirtschaft
Angoulême ist Zentrum des örtlichen Weinanbaugebietes. Erwerbsquellen sind Weinanbau und Weinhandel, wie auch Fremdenverkehr, Papierindustrie, Maschinenbau und elektronische Industrie.

## Verkehr
Die Stadt ist per Autobahn gut zu erreichen. Der Flughafen Angoulême-Cognac wird unter anderem von Ryanair ab London-Stansted angeflogen.

### Öffentlicher Verkehr

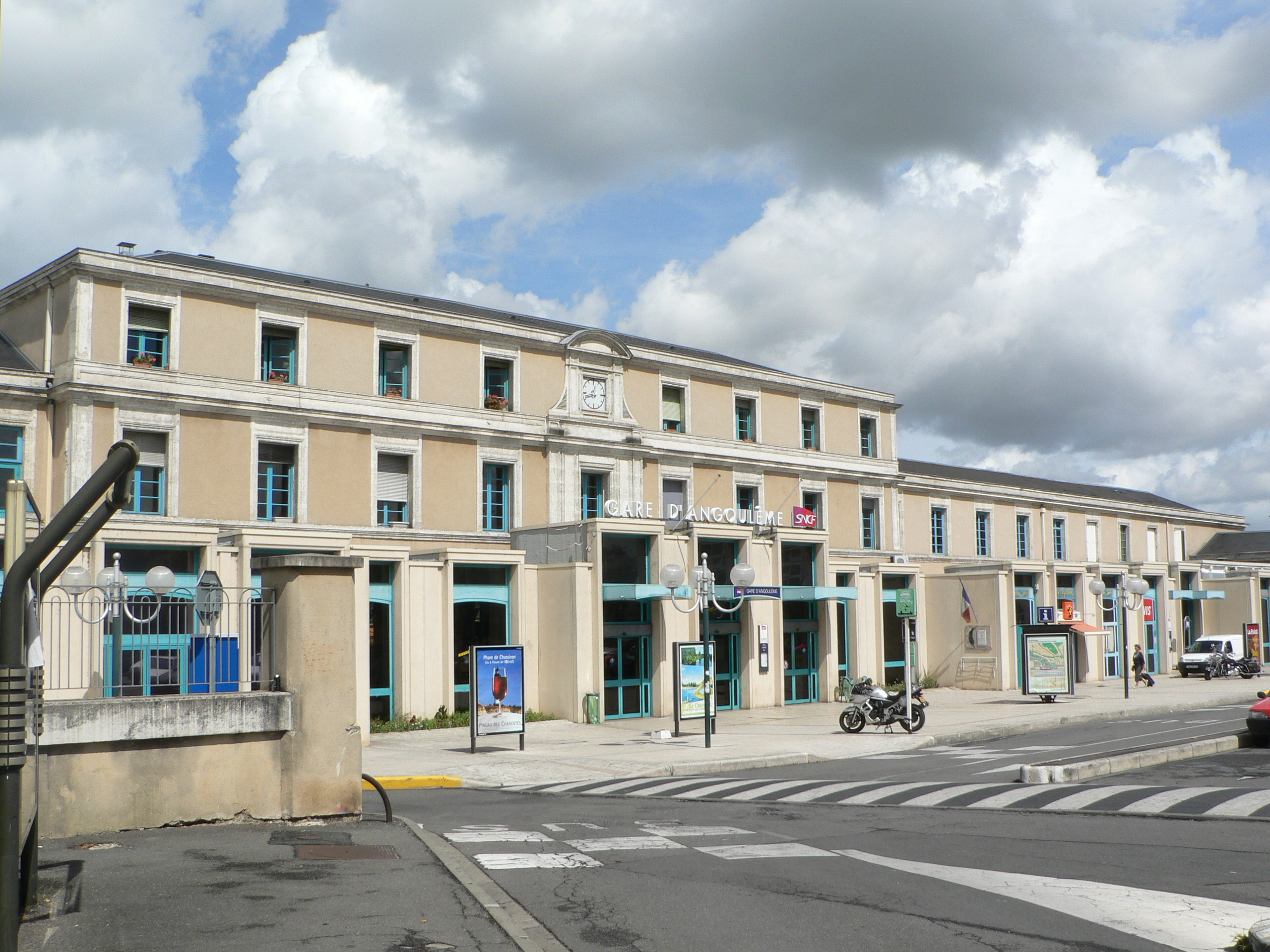
Bahnhofsgebäude

Der Bahnhof der Stadt befindet sich nördlich der Altstadt an der Bahnstrecke Paris–Bordeaux. Der Hochgeschwindigkeitszug TGV verbindet die Stadt mit Paris in mindestens einer Stunde 50 Minuten (Verbindung ohne Zwischenhalt bis Paris). Des Weiteren gibt es TER-Verbindungen nach Poitiers, Limoges, Bordeaux und Royan. Vom 8. Juli bis 26. August 2023 verkehrt samstags ein TGV von Frankfurt am Main über Angoulême nach Bordeaux sowie ein TGV in Gegenrichtung.
Von 1900 bis 1933 verkehrte die Straßenbahn Angoulême mit sieben Linien. Heutzutage tragen Busse der Société d’économie mixte des transports du grand Angoulême (STGA) die Hauptlast des öffentlichen Verkehrs.

## Städtepartnerschaften
Die Stadt Angoulême pflegt Partnerschaften mit folgenden Städten:
- Bury (Großbritannien)
- Chicoutimi (Kanada)
- Gelendschik (Russland)
- Hildesheim (Deutschland)
- Hoffman Estates, Illinois (USA)
- Ségou (Mali)
- Turda (Rumänien)
- Vitoria-Gasteiz (Spanien)

## Persönlichkeiten
- Mellin de Saint-Gelais (≈1491–1558), Hofdichter der Renaissance
- Margarete von Navarra (1492–1549), Königin von Navarra, Diplomatin und Schriftstellerin
- François Ravaillac (1578–1610), Mörder des französischen Königs Heinrich IV.
- François Garasse (1584–1631), Jesuit und Schriftsteller
- Jean-Louis Guez de Balzac (1597–1654), Autor
- Jean-Baptiste Vivien de Châteaubrun (1686–1775), Dramatiker
- Marc-René de Montalembert (1714–1800), Ingenieur für Waffentechnik und Festungsbau
- Jean-Baptiste Vallin de La Mothe (1729–1800), Architekt
- Charles Augustin de Coulomb (1736–1806), Physiker und Begründer der Elektrostatik und Magnetostatik
- Pierre Mathieu Joubert (1748–1815), konstitutioneller Bischof von Angoulême und Politiker der Französischen Revolution
- Jacques-Pierre Maygrier (1771–1834), Wundarzt, Anatom, Geburtshelfer und Lehrbuchverfasser
- Émile Prudent (1817–1863), Pianist, Komponist und Musikpädagoge
- André Castaigne (1861–1929), Maler
- Maurice Dumesnil (1884–1974), Pianist
- Georges Valmier (1885–1937), Maler, Bühnenbildner und Designer
- Henry Bardon (1910–2003), Altphilologe
- Maurice Duverger (1917–2014), Jurist, Politikwissenschaftler, Autor und Politiker
- René Chabasse (1921–1944), am 21. Februar 1944 von den Deutschen erschossener Widerstandskämpfer[25]
- Alexienne Winterstein (* 1925), Überlebende des Internierungslagers Les Alliers und seit 2013 Ehrenbürgerin von Angoulême[7]
- Pierre-Jean Rémy (1937–2010), Diplomat und Schriftsteller
- Philippe Marchand (1939–2018), Jurist und Politiker
- Michel Montignac (1944–2010), Autor und Begründer einer Ernährungsdiät
- Jean-Pierre Parenteau (1944–2024), Radrennfahrer
- Francis Duteil (1947–2016), Radrennfahrer
- Christian Escoudé (1947–2024), Jazzgitarrist
- Dominique Langevin (* 1947), Physikerin
- Catherine Quéré (* 1948), Politikerin
- Guillaume Faye (1949–2019), Journalist und Autor der Neuen Rechten
- Mireille d’Ornano (* 1951), Politikerin
- Michel Larpe (* 1959), Radrennfahrer
- Fabien Foret (* 1973), Motorradrennfahrer
- Amandine Bourgeois (* 1979), Sängerin
- Paul Poux (* 1984), Radrennfahrer
- Emmeline Ragot (* 1986), Mountainbikerin
- Adrien Silva (* 1989), portugiesischer Fußballspieler
- Victorie Guilman (* 1996), Radrennfahrerin
- Clément Mignon (* 1999), Triathlet